# Rhijnvis Feith

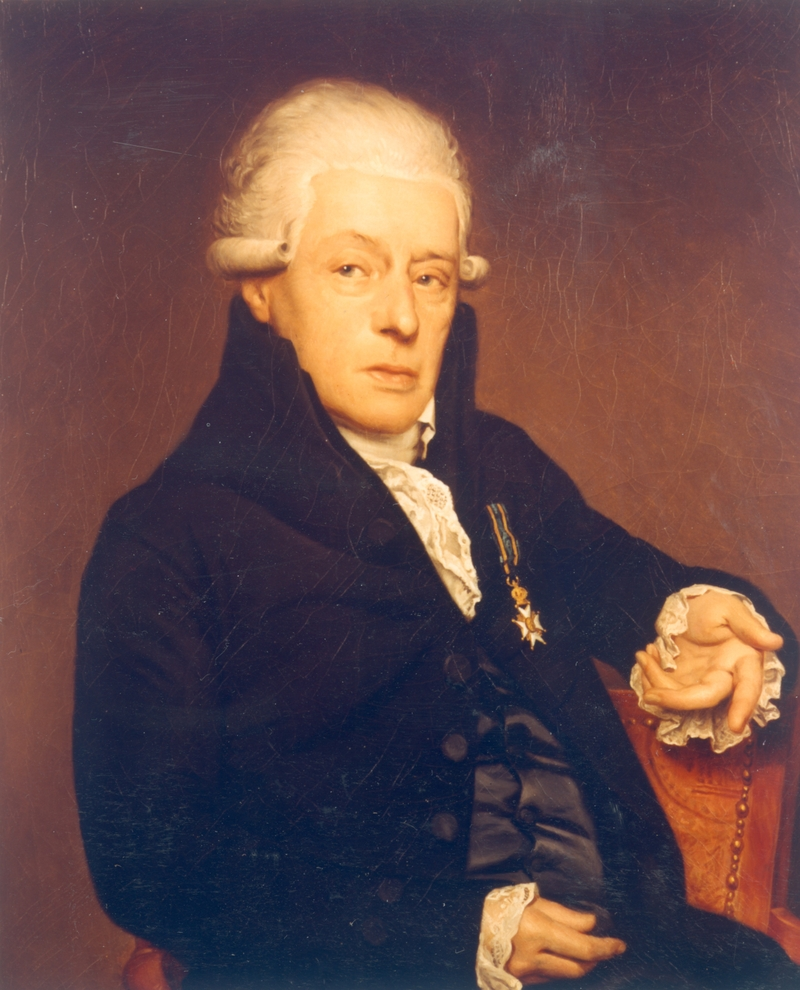
Rhijnvis Feith

Rhijnvis Feith (Zwolle, 7 de febrero de 1753-8 de febrero de 1824), escritor holandés, principalmente poeta y dramaturgo.

## Biografía
Provenía de una rica familia de Zwolle, capital de la provincia de Overijssel, y fue el hijo único de Pieter Feith y Elsabe Spaar. Se educó en Harderwijk y estudió derecho en Leiden, donde se graduó tras solo un año de estudios (1769-1770), y el 17 de noviembre de 1772 se casó con Ockje Groeneveld. Tuvieron nueve hijos juntos. En 1780 se convirtió en burgomaestre de Zwolle. Trabajó además como recaudador de impuestos desde 1780 hasta 1814. Su primera producción importante fue Julia (1783), una novela epistolar que emulaba el Werther de Goethe. Después empezó a escribir tragedias. Willem Bilderdijk y otros escritores atacaron su mórbida melancolía y Johannes Kinker (1764-1845) parodió sus novelas, pero continuó gozando de la preferencia del público. Murió el 8 de febrero de 1824.
Su obra se encuentra dentro de los postulados sentimentales del prerromanticismo y el romanticismo; sufrió el influjo de Edward Young, Friedrich Gottlieb Klopstock y Baculard d'Arnaud. Entre sus obras dramáticas destacan 'Inés de Castro (1793) y Thirsa (1784); además fue un activo epistológrafo y ensayista y entre sus diversos volúmenes de odas y poesías se recuerdan en especial sus Cantatas.

## Obra
- Het ideaal in de kunst (1782)
- Verhandeling over het heldendicht (1782)
- Fanny, een fragment (1783)
- Julia (1783)
- Brieven over verscheidene onderwerpen (6 vols. 1784–1793)
- Thirsa, of de zege van de godsdienst (1784, tragedia)
- Dagboek mijner goede werken (1785)
- Ferdinand en Constantia (2 vols. 1785)
- Lady Johanna Gray (1791)
- Het graf (1792)
- Bijdragen ter bevordering der schoone kunsten en wetenschappen (3 vols. 1793–1796; con Jacobus Kantelaar)
- Ines de Castro (1793; tragedia)
- Oden en gedichten (5 vols. 1796–1814)
- De ouderdom (1802)
- Brieven aan Sophie (1806)
- Verlustiging van mijnen ouderdom (1818)
- De eenzaamheid en De Wereld (1821)
- Verhandelingen (1826)
- Dicht- en prozaïsche werken (15 vols. 1824–1826)